# کولرتیک
کولرتیک‌ها (به انگلیسی: Choleretic) موادی هستند که حجم ترشح صفرا از کبد و همچنین مقدار مواد جامد ترشح شده را افزایش می‌دهند.

## همچنین ببینید
- کولکینتیک
- هیدروکلرتیک